# Hymenachne assamica
Hymenachne assamica là một loài thực vật có hoa trong họ Hòa thảo. Loài này được (Hook.f.) Hitchc. mô tả khoa học đầu tiên năm 1931.